# Burg Rethem
Die Burg Rethem ist eine im 13. Jahrhundert entstandene Niederungsburg in Rethem (Aller) in Niedersachsen, die unmittelbar an der Aller liegt. Die etwa im 16. Jahrhundert bastionsartig ausgebaute Wasserburg hatte für die Herzöge von Braunschweig-Lüneburg eine bedeutende Stellung. Sie lag an der Landesgrenze und an einem für den Lüneburger Salzhandel wichtigen Allerübergang. Nach Kriegszerstörungen, Bränden und Überbauungen waren von der Burganlage im 20. Jahrhundert nur noch wenige Mauerreste vorhanden. Nach archäologischen Erkundungen in den Jahren 2000 und 2001 sind die Burgfundamente seit 2004 vom Neubau des Burghofs Rethem überbaut, der sich als kulturelles Veranstaltungszentrum mit historischer Bausubstanz präsentiert.

## Lage
Die Burg befindet sich östlich der Altstadt von Rethem nahe der Aller. Der Fluss fließt etwa 50 Meter östlich der Burgstelle in Süd-Nord-Richtung vorbei. Nördlich der Burg liegt die B 209, die dort über eine Brücke der Aller führt.

## Geschichte

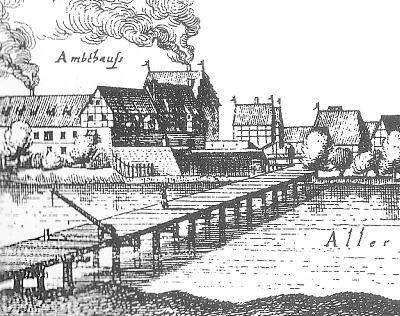
Burg Rethem mit Allerbrücke als Ausschnitt des Merian-Kupferstichs von Rethem um 1650

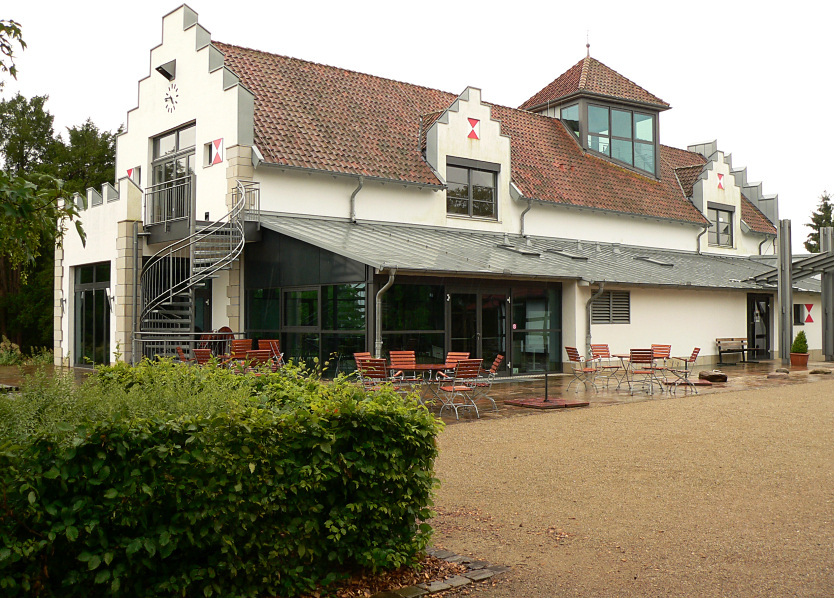
Burginnenhof mit Neubau von 2004

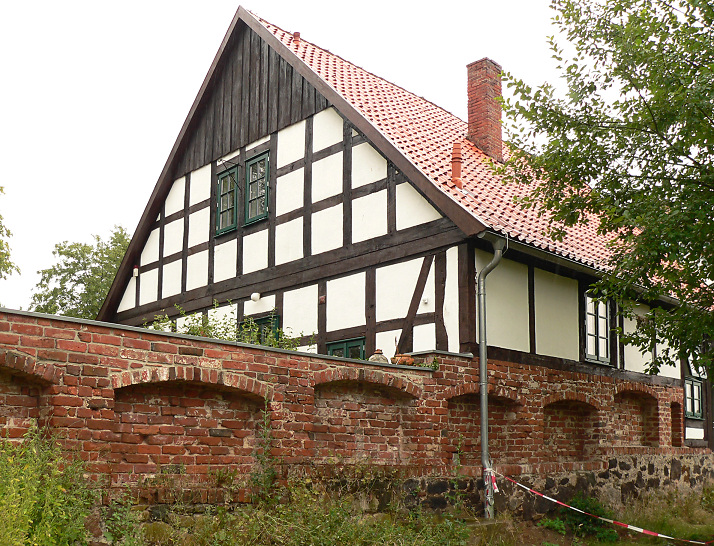
Historisches Mauerwerk des Burghofs, das Fachwerkgebäude wurde erst im 20. Jahrhundert dorthin versetzt

Eine Vorläuferanlage der Burg Rethem, die vermutlich um 1200 entstand, war die Altenburg. Ihre Erd- und Wallreste befinden sich etwa 2,5 km südwestlich von Rethem. Herzog Heinrich der Löwe soll sie den Grafen von Wölpe übertragen haben, der sie anschließend einem Geschlecht derer von Rethem als Lehen übertrug. 
Die Burg Rethem ist vermutlich zu Beginn des 14. Jhs. von den Herzögen von Braunschweig-Lüneburg als Grenzburg gegen die Grafschaften Hoya errichtet worden. Für eine Gründung der Burg durch die Grafen von Wölpe existieren keine Indizien. 1311 werden ein Burghauptmann und Burgmänner zu Rethem erwähnt.
1314 fand auf der Burg ein Treffen des Herzogs Otto II. von Braunschweig-Lüneburg mit dem Grafen von Hoya und Vertretern der Stadt Nienburg statt, um einen Streit zu schlichten. Einer weiteren urkundlichen Erwähnung nach verpfändete Herzog Magnus von Braunschweig die Burg 1371 kurzzeitig an den Bischof von Verden. Der Pfandnehmer wurde zu Baumaßnahmen an der Burg verpflichtet.
Burg und Ort Rethem waren stark vom Lüneburger Erbfolgekrieg (1370–1388) betroffen, bei dem 1371 über Rethem die Reichsacht verhängt wurde. 1373 ging die Burg an Herzog Albrecht von Sachsen über, der von hier aus gegen die Ritter von Mandelsloh kämpfte. 1383 zog er von Rethem aus mit einem Heer gegen den Grafen von Hoya. Im Zuge dessen wurde 1383 am „großen Steinwerk“ gearbeitet, wie Handwerkerrechnungen bezeugen. 
1386 wurden Burg und Ort Rethem an die Stadt Lüneburg verpfändet, in deren Besitz sie über 200 Jahre lang blieb. Rethem verfügte über einen Allerübergang, der wichtig für den Salzhandel der Lüneburger Saline war.

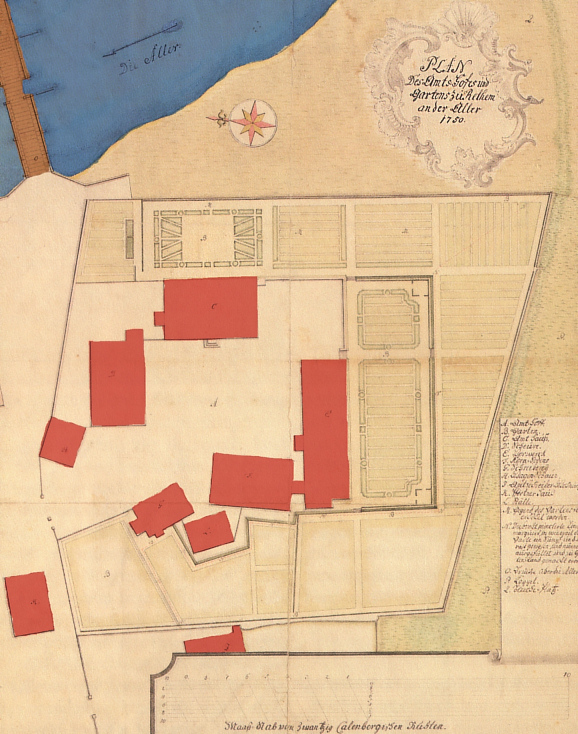
Lageplan der Burg von 1750, damals Amtshof

Im 14. Jahrhundert hatte die Burg auch strategische Bedeutung für die Lüneburger Herzöge. Sie sicherte die Landesgrenze gegen die verfeindeten Nachbarn mit ihren Schlössern in Hoya und Nienburg.
Im Laufe des Schmalkaldischen Krieges wurde die Burg 1548 erobert und geplündert. Auch kam es zu Zerstörungen an Gebäuden und einer Brücke, die vom damaligen Pfandnehmer Dietrich von Mandelsloh bald ausgebessert wurden. Er fertigte 1552 eine erste Zeichnung der Burg an. Danach war sie von einem Wassergraben umgeben, worüber eine Brücke führte. Die Burg verfügte über einen Zwinger als Vorhof, drei Türme, ein kleineres Steingebäude (Reisigenstall) sowie ein größeres Wohn- und Wehrgebäude. Ein ähnliches Bild zeigt der Merian-Stich von Burg und Stadt Rethem um 1650.
1565 wurde von den Herzögen Ernst und Wilhelm von Lüneburg das Amt Rethem gegründet, das seinen Sitz in der Burg hatte. 1859 wurde das Amt aufgelöst.
Bis in die Mitte des 16. Jahrhunderts ist die Burg mit Bastionen, Wällen, Gräben und wohl auch Palisaden zur Festung ausgebaut worden. Mitte des 17. Jahrhunderts befand sie sich in einem schlechten baulichen Zustand. Herzog Christian Ludwig von Braunschweig ordnete 1661 die Reparatur der Baulichkeiten an.

### Niedergang
Im 18. Jahrhundert kam es auf dem Burggelände zu größeren Umbauarbeiten, bei denen auch ältere Gebäude abgerissen wurden. Dabei wurde ein neues Amtshaus errichtet. Der Reisigenstall diente als Pferdestall. Das große Wohn- und Wehrgebäude wurde in dieser Zeit nur noch als Erntelager genutzt. Mit seinem Abriss Anfang des 19. Jahrhunderts verlor die Anlage ihren wehrhaften Charakter als Burg. Der Niedergang der Anlage setzte sich durch den Entzug des Amtssitzes 1865 fort. Als 1874 das Gelände in das Eigentum einer Familie gelangte, bestand der Hof nur noch aus Einzelgebäuden. Stadtbrände, zuletzt 1930 auf dem Burggelände und Kriegszerstörungen 1945 trugen dazu bei, dass nur noch wenige Teile des früheren Gebäudebestandes vorhanden waren. 1974 erwarb die Stadt Rethem das Grundstück und nutzte es als Straßenmeisterei sowie als städtischen Bauhof mit Grüngutdeponie.

### Wiederentdeckung und Neubau

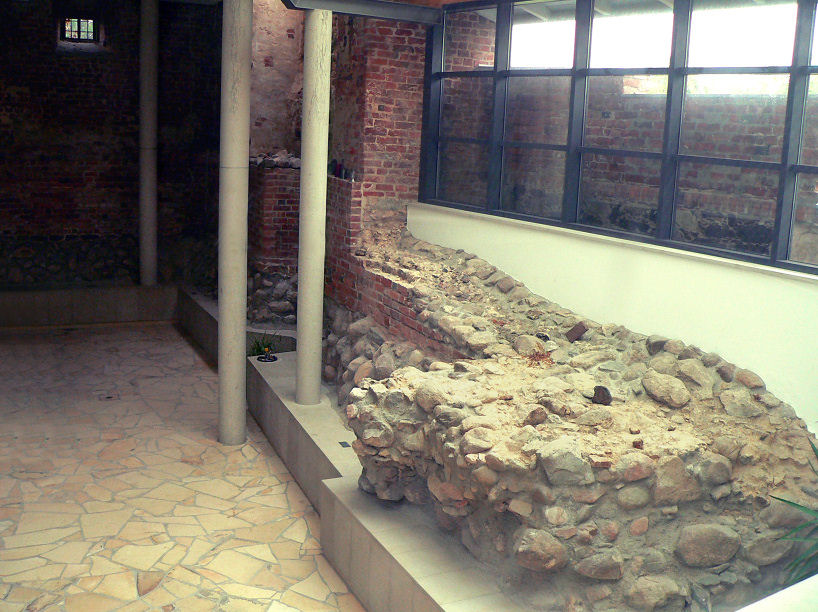
Freigelegte mittelalterliche Burgfundamente, die in den Gebäudeneubau integriert wurden

Ende der 1980er Jahre gerieten bei einer Inventarisierung für ein Denkmalverzeichnis der etwa 50 × 50 Meter große Burghof – als baulicher Rest der Burganlage – sowie Mauerreste, eine Scheune und zwei Fachwerkwohnhäuser in den Fokus des Denkmalschutzes, die den Komplex vorsorglich unter Schutz stellte. Obwohl sich die Situation mit dem brachliegenden Gelände aus denkmalpflegerischer Sicht als unbedenklich darstellte, war sie aus städtebaulicher Sicht unbefriedigend. Beim Aufstellen eines Dorferneuerungsplans im Jahre 1998 setzten Überlegungen für eine Nutzung und einen Umbau des Burghofs ein. 1999 stellte die Stadt Rethem einen LEADER II-Antrag zum Neubau eines Veranstaltungszentrums unter der Bezeichnung Kulturforum Burghof. Darin sollten unter anderem prähistorische Funde aus der Flusslandschaft gezeigt werden. Der Denkmalschutz reagierte auf die Umbaupläne und forderte eine bauhistorische Untersuchung der Anlage. Daraufhin erfolgten in den Jahren 2000 und 2001 Ausgrabungen. Sie betrafen nur den Bereich des Neubaus, so dass weite Teile des Burggeländes bisher nicht archäologisch untersucht worden sind. Die Ausgrabungen legten 2,4 Meter breite aus Findlingen bestehende Fundamente eines Wohn- und Wehrgebäudes frei. Die Steinfundamente und Mauerreste aus Backsteinen blieben dauerhaft freigelegt und wurden in den Neubau integriert. Zwei gefundene Bauholzstücke aus Eiche wurden dendrochronologisch untersucht. Es erwies sich, dass die Stämme in den Jahren 1331 sowie 1337 gefällt wurden. Weitere Funde waren alte Brunnen, spätmittelalterliche Keramik, Glas und Tierknochen, Dachpfannen und ein Armbrustpfeil. Im Boden des Reisigenstalles, der auch als Pferdestall diente, wurden komplette Pferdeskelette gefunden. Im Boden des Gebäudes fanden sich auch Schlachtabfälle von Rindern, Schweinen und Geflügel.
Vor der Errichtung des Neubaus für das Kulturforum im Jahre 2004 wurde zunächst die 50 Meter lange, zwei Meter starke und teilweise 5 Meter hohe Ringmauer gesichert, die aus Sicht des Denkmalschutzes als unverzichtbar galt. Die Sicherung der schiefen, rissigen und ausgebauchten Mauer erfolgte mit Injektionen in den Baugrund sowie durch Instandsetzen des Mauerwerks. Abschnitte der Mauer wurden in den Neubau integriert, der für 3,4 Millionen Euro im Jahre 2005 fertiggestellt wurde. Er bekam als Burgattribute ein Aussichtstürmchen als Dachreiter, Treppengiebel, zinnenartige Brüstungen, Natursteine an den Gebäudeecken, historische Embleme und alte Hohlpfannen auf dem Dach.

## Ähnliche Befestigungsanlagen der näheren Umgebung
In der Niederung der Aller gab es in der näheren Umgebung eine Reihe weiterer mittelalterlicher Burgen. Sie hatten jedoch nicht die Bedeutung der Burg Rethem und bestanden auch nur wesentlich kürzer. Dazu gehörten Befestigungsanlagen in Ahlden (Aller) (Bunkenburg), Essel (Burg Blankenburg), Hodenhagen (Burg Hodenhagen), Bierde (Burg Bierde), Grethem (Burg Blankenhagen).
Die Überreste dieser Burgen wurden beim Projekt Burgenlandschaft Aller-Leine-Tal (B.A.L.T.) zwischen 2003 und 2005 näher untersucht. Das Projekt wurde unter anderem vom europäischen Förderprogramm LEADER+ unterstützt, da sich die Burganlagen in der Region Aller-Leine-Tal befinden.